# Andrew L. Harris

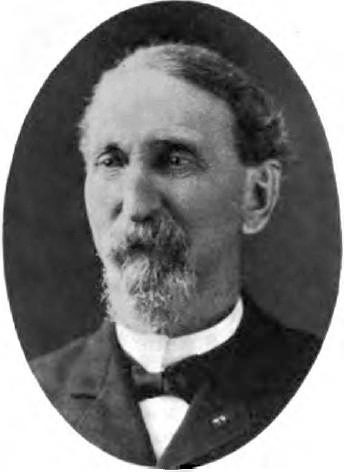
Andrew L. Harris

Andrew Lintner Harris (* 17. November 1835 im Butler County, Ohio; † 13. September 1915 in Eaton, Ohio) war ein US-amerikanischer Politiker und von 1906 bis 1909 der 44. Gouverneur des Bundesstaates Ohio.

## Frühe Jahre
Andrew Harris besuchte bis 1860 die Miami University. Dann begann er ein Jurastudium, das aber vom Bürgerkrieg unterbrochen wurde. Während des Krieges diente Harris im Rang eines Colonel als Regimentskommandeur des Unionsheeres. Er war an vielen Schlachten beteiligt, darunter die Schlacht von Gettysburg. 1866 wurde er zum Brevet-Brigadegeneral befördert. Nach dem Krieg setzte er sein Jurastudium fort. Nach seiner Zulassung als Anwalt begann er in einer Gemeinschaftskanzlei in Eaton zu praktizieren.

## Politischer Aufstieg
Harris war Mitglied der Republikanischen Partei. 1866 wurde er für vier Jahre in den Senat von Ohio gewählt. Zwischen 1875 und 1882 war er Richter an einem Nachlassgericht im Preble County. Zwischen 1885 und 1887 saß er als Abgeordneter im Repräsentantenhaus von Ohio, ehe er im Jahr 1891 zum Vizegouverneur seines Staates gewählt wurde. Zwischen 1892 und 1896 war er in dieser Funktion der Vertreter von Gouverneur William McKinley. Nachdem McKinley zum US-Präsidenten gewählt worden war, berief er Harris in die Industriekommission der Bundesregierung. Im Jahr 1905 wurde er noch einmal zum Vizegouverneur gewählt.

## Gouverneur von Ohio
Nach dem Tod von Gouverneur John M. Pattison am 18. Juni 1906 musste Harris dessen angebrochene Amtszeit beenden. Aufgrund einer 1905 in Kraft getretenen Verfassungsänderung mussten die Gouverneurswahlen in Ohio in geraden Jahren abgehalten werden. Damit wurde diese Amtszeit um ein Jahr verlängert. Harris konnte somit bis zum 11. Januar 1909 im Amt bleiben. In dieser Zeit wurde ein Lebensmittelschutzgesetz in Ohio verabschiedet und neue Bestimmungen gegen Drogenmissbrauch erlassen. Damals wurden auch erste Umweltschutzmaßnahmen vorgenommen. Den Unternehmen wurde damals gesetzlich untersagt, finanzielle Zuwendungen an politische Kandidaten zu geben. Das sogenannte „Rose Law“ überließ es den einzelnen Bezirken, über die Frage der Prohibition selbst zu entscheiden. In der Folge entschieden sich mehr als die Hälfte aller Bezirke für ein Prohibitionsgesetz. Das verärgerte wiederum die Alkoholindustrie. Deren Einfluss war einer der Gründe für Harris’ Niederlage bei den nächsten Gouverneurswahlen im Jahr 1908.

## Weiterer Lebenslauf
Nach dem Ende seiner Gouverneurszeit zog sich Harris aus der Politik zurück. Er verbrachte die letzten Lebensjahre auf seiner Farm in der Nähe von Eaton. Andrew Harris starb im September 1915. Er war mit Caroline Conger verheiratet, mit der er ein Kind hatte.